# Gochnatia angustifolia
Gochnatia angustifolia là một loài thực vật có hoa trong họ Cúc. Loài này được G.Sancho, S.E.Freire & Katinas mô tả khoa học đầu tiên năm 2005.